# Rœux
 Rœux  es una población y comuna francesa, situada en la región de Norte-Paso de Calais, departamento de Paso de Calais, en el distrito de Arras y cantón de Vitry-en-Artois.

## Demografía
| 847 | 917 | 991 | 1057 | 1454 | 1458 |
| Para los censos de 1962 a 1999 la población legal corresponde a la población sin duplicidades (Fuente: INSEE [Consultar]) |     |     |      |      |      |